# Папа Дамас II
Папа Дамаск II (лат. Damasus II; умро у Палестрини 9. августа 1048) је био 151. папа од 23. јула 1048. до 9. августа 1048.